# Pyrolirion boliviense
Pyrolirion boliviense är en amaryllisväxtart som först beskrevs av John Gilbert Baker, och fick sitt nu gällande namn av Joseph Robert Sealy. Pyrolirion boliviense ingår i släktet Pyrolirion och familjen amaryllisväxter.
Artens utbredningsområde är Bolivia. Inga underarter finns listade i Catalogue of Life.